# Lac du Gouyré
Le lac du Gouyré, parfois appelé lac de Gouyre, est un lac artificiel de 61 ha situé dans le département de Tarn-et-Garonne dans la région Occitanie.

## Histoire
A l'initiative du Conseil général de Tarn-et-Garonne, la création du barrage en terre de 290 m de long en 1988 (mis en service en 1989) sur le ruisseau du Gouyré, affluent de l'Aveyron, a généré le lac constituant une retenue d'eau de 3,4 millions de m3 principalement destinée à l'irrigation.

## Géographie
Au sud de Montricoux, le lac est situé sur les communes de Vaïssac et de Puygaillard-de-Quercy à 129 m d'altitude en crête.

## Environnement
Depuis 1994, il est protégé par un arrêté préfectoral de protection de biotope.